# Parachutes
Parachutes je debitantski studijski album engleskog alternativnog rock sastava Coldplay. Objavljen je 10. srpnja 2000. godine u Ujedinjenom Kraljevstvu. Neki od najpoznatijih hit singlova s albuma su "Shiver", "Yellow", "Trouble", "Don't Panic", koja govori o globalnom zatopljenju, te "Spies", koja je čak zabranjena u Kini zbog izražavanja stavova kontradiktornih komunizmu. 
Album je doživio kako kritički, tako i komercijalni uspjeh. Odmah po izlasku skočio je na prvo mjesto u Ujedinjenom Kraljevstvu te je čak sedam puta dobio platinasto izdanje. U SAD-u je dosegao 51. mjesto na ljestvici Billboard 200. Album je osvojio nagradu Grammy za najbolji album alternativne glazbe 2002. godine, kao i nagradu Brit Awards za najbolji britanski album 2001. godine te je dobio velik broj pohvala odmah po izlasku. Parachutes se nalazi ma 12. mjestu liste 20 najprodavanijih albuma 21. stoljeća u Ujedinjenom Kraljevstvu.

## Popis pjesama
Tekstovi i glazba: Guy Berryman, Jonny Buckland, Will Champion i Chris Martin. 
| 1.    | »Don't Panic«           | 2:17 |
| 2.    | »Shiver«                | 5:00 |
| 3.    | »Spies«                 | 5:19 |
| 4.    | »Sparks«                | 3:47 |
| 5.    | »Yellow«                | 4:29 |
| 6.    | »Trouble«               | 4:31 |
| 7.    | »Parachutes«            | 0:46 |
| 8.    | »High Speed«            | 4:14 |
| 9.    | »We Never Change«       | 4:09 |
| 10.   | »Everything's Not Lost« | 7:17 |
| 41:49 |                         |      |

| Bonus skladbe s japanske inačice | Bonus skladbe s japanske inačice | Bonus skladbe s japanske inačice | Bonus skladbe s japanske inačice | Bonus skladbe s japanske inačice | Bonus skladbe s japanske inačice | Bonus skladbe s japanske inačice | Bonus skladbe s japanske inačice | Bonus skladbe s japanske inačice | Bonus skladbe s japanske inačice |
| Br.                              | Skladba                          | Trajanje                         |                                  |                                  |                                  |                                  |                                  |                                  |                                  |
| -------------------------------- | -------------------------------- | -------------------------------- | -------------------------------- | -------------------------------- | -------------------------------- | -------------------------------- | -------------------------------- | -------------------------------- | -------------------------------- |
| 11.                              | »Careful Where You Stand«        | 4:45                             |                                  |                                  |                                  |                                  |                                  |                                  |                                  |
| 12.                              | »For You«                        | 5:42                             |                                  |                                  |                                  |                                  |                                  |                                  |                                  |
| 52:16                            |                                  |                                  |                                  |                                  |                                  |                                  |                                  |                                  |                                  |